# Такла Хайманот II
Такла Хайманот II (геэз ተክለ ሃይማኖት, «цветок веры»; тронное имя Адмас Сагад III, геэз አድማስ ሰገድ «тот, перед которым склоняется горизонт», 1754 — 7 сентября 1777) — негус Эфиопии с 18 октября 1769 года по 13 апреля 1777 года, представитель Соломоновой династии.

## Биография
Такла Хайманот II был сыном негуса Йоханныса II и войзеро Санчевияр и родился в имперской тюрьме горы Вэхни в 1754 году.
Шотландский путешественник Джеймс Брюс (который находился в Эфиопии с сентября 1769 года по ноябрь 1771 года) описывал его внешность следующим образом:
Он был князем с самой изящной фигурой, высоким для своего возраста, довольно худощавым, с самым белым оттенков цвета кожи для абиссинцев, ибо таковы все те князья, которые рождаются на горе. У него был не такой тёмный цвет лица как у неаполитанцев или португальцев, удивительно изящный лоб, большие черные глаза, но в которых ощущалось что-то очень жёсткое, прямой нос, довольно крупный, тонкие губы и маленький рот, очень белые зубы и длинные волосы. Его внешность даже в Европе сочли бы красивой. Он особенно заботился о волосах, которые причёсывал на сто разных манер. … у него было отличное понимание и рассудительность не по годам. Он, как говорили, по природе был очень тёплого нрава, но он так идеально подчинил себе его, что почти никогда не проявлял на публике. Он полностью разделял взгляды раса Микаэля, и настолько же стремился выступить против Фасилидэса, насколько его отец противился этому.
Такла Хайманот стал императором в возрасте 15 лет, когда его отец Йоханныс был убит расом Микаэлем Сехулем, возрастным вождём Тигре. Он присоединился к расу Микаэлю при разгроме Фасиледэса в битве у Фаггеты 9 декабря 1769 года.
Такла Хайманот потерял трон на короткое время в 1770 году, когда он и рас Микаэль уехали из столицы Гондэра в Тигре, и Суснейос II был назван императором враждебно настроенными полевыми командирами Гондэра, но вернул себе трон по возвращении раса Микаэля в Гондэр 23 декабря того же года.
Вернувшись в столицу, рас Микаэль сразу же убил труппу бродячих актёров, которые сделали сатиру на него. Несколько бывших повстанцев, перешедших на его сторону, привели ему ряд пленников, в том числе акабе-саата Аббу Саламу; после показательного суда рас Микаэль жестоко казнил их. В последующие дни рас Микаэль обрушил свою месть на всех, кто выступал против него; как писал Джеймс Брюс:
Пятьдесят семь человек погибли публично от рук палача в течение нескольких суток; многие исчезли и были либо убиты тайно, либо брошены в тюрьму, никто не знал, куда. Тела павших от меча были разрублены на куски и разбросаны по улицам, им отказали в погребении. Я чувствовал себя ужасно и был почти доведён до отчаяния при виде того, как мои охотничьи собаки, дважды сбегавшие из-за небрежности слуг, приносили во двор головы и руки убитых мужчин … количество мертвечины и вонь от неё сотнями привлекали гиен из соседних гор, и, поскольку мало кто в Гондэре выходит на улицу после наступления темноты, улицы были в их полном распоряжении, и казалось, что они были готовы оспаривать с жителями право на владение городом.
Следующий год ознаменовало поражение раса Микаэля Сехуля в трёх сражениях при Сарбакусе возле Теды в мае, которое вынудило раса отступить в Гондэр, где 4 июня 1771 года он сдался Вонду Бевоссену. Вонд Бевоссен заточил раса Микаэля на год в тюрьму, после чего отправил его обратно в Тигре доживать последние годы губернатором этой провинции. В этот раз императору Такла Хайманоту удалось избежать судьбы своего наставника, и Вонд Бевоссен только подчинил его своей власти, когда этот военачальник застал его врасплох в Кароде, захватив его в плен во время еды. Однако контроль Вондом Бевоссеном эфиопского правительства был недолгим: он потерпел поражение в 1772 году от коалиции Фасиледэса, раса Гошу, и деджазмача Хайлю Эште при Чечехо и был вынужден отступить в Ласту.
В последующие годы Такла Хайманот находился в самом сердце непрерывных конфликтов между четырьмя самыми влиятельными людьми Эфиопии — Фасиледэсом, расом Гошу, Хайлю Эште и Вондом Бевосеном — которые создавали союзы друг против друга только для того, чтобы нарушить их и объединиться со своими прежними врагами, когда это могло принести им сиюминутную выгоду. Вонд Бевоссен зашёл так далеко, что вызволил Такла Гийоргиса I из Вэхни в качестве своего кандидата в императоры, но Такла Хайманоту удалось нанести поражение Вонду Бевоссену в сражении при Эмакине и вернуть Такла Гийоргиса в имперскую тюрьму.
Устав от непрестанной борьбы за власть со своей знатью, и после того, как на итоговой встрече с участием раса Хайле Йосадика, Вонда Бевоссена и Кенфу Адама от них не удалось получить вразумительного обещания поддержки его правлению, 13 апреля 1777 года он отрёкся от трона.
Такла Хайманот постригся в монахи и жил отшельником в Уольдеббе, где и скончался через несколько месяцев.

## Культура и наука
Несмотря на политическую нестабильность, в период правления Такла Хайманота II в Гондэре наблюдался расцвет искусства и науки. Ричард Панкхерст относит к этому времени строительство семи церквей, возведённых в городе или в его окрестностях. Самой важной была Бета Марьям, построенная в 1775 году, на крыше которой стоял большой бронзовый крест, возвышавшийся над всем Гондэром. В число других церквей входят: Кеддус Киркос (посвящённая св. Кириаку), Кеддус Петрос-ве-Паулос (посвящённая св. Петру и Павлу), Фарта Лидета («Рождества Марии») в Фарте, Йоханнес Уольде Нагвадгвад (посвящённая св. Иоанну Евангелисту), Абайале Такла Хайманот (посвящённая Св. Такла Хайманоту), Дебре Тибаб («Гора знаний»).